# PNE AG
Die PNE AG (vormals Plambeck Neue Energien AG)  mit Sitz in Cuxhaven ist ein börsennotierter, international tätiger Projektentwickler und Betreiber von Erneuerbare-Energien-Lösungen. Das Unternehmen plant und realisiert Windparkprojekte an Land (onshore) sowie auf See (offshore). Neben der Windenergie sind Photovoltaik, Speicherung und die Power-to-X-Technologie mit einem Schwerpunkt bei Wasserstoff Teil des Angebotes. Die PNE-Gruppe beschäftigt rund 600 Mitarbeiter.

## Geschäftstätigkeit
Bis zum Januar 2023 setzte die Unternehmensgruppe laut eigenen Angaben erneuerbare Energie-Projekte mit einer Gesamtnennleistung von mehr als 6.300 Megawatt um. Davon wurden mehr als 260 Windparks an Land mit einer Gesamtnennleistung von über 3.700 Megawatt in Deutschland, Polen, Italien, Rumänien, Schweden, Südafrika, Großbritannien, Frankreich, Spanien und den USA realisiert. Auf See wurden bislang acht Projekte mit mehr als 2.600 Megawatt verkauft. Neben der Geschäftstätigkeit in Deutschland ist man über Tochterunternehmen sowie Joint Ventures in Amerika, Europa, Asien und Afrika vertreten.
Im Normalfall werden die errichteten Windparks komplett verkauft, jedoch bietet das Unternehmen nach Fertigstellung und Inbetriebnahme an, auch das Windpark-Management, also die technische und kaufmännische Betriebsführung zu übernehmen. Dieser Service erfolgt über ein Tochterunternehmen. Darüber hinaus entwickelt die Unternehmensgruppe Offshore-Windpark-Projekte, d. h. Windparks auf dem Meer. Anders als auf dem Land werden Offshore-Windparks bis zur Baureife entwickelt, so dass die Voraussetzungen geschaffen werden, um mit dem Bau beginnen zu können. Neben der Entwicklung eigener Projekte ist das Unternehmen als Dienstleister für die Käufer bereits veräußerter Projekte tätig.
Im Zuge einer strategischen Neuausrichtung im Jahr 2017 wurde die Geschäftstätigkeit deutlich erweitert, um die gesamte Wertschöpfungskette erneuerbarer Energien abzudecken. So gehören seitdem auch die Bereiche Photovoltaik und Hybridlösungen (Wind, PV und / oder Batterie- / Wasserstoffspeicher) zum Angebotsportfolio der Projektentwicklung. Darüber hinaus wird auch das Service-Geschäft deutlich ausgebaut und Dienstleistungen über den gesamten Lebenszyklus von erneuerbare Energien-Projekten angeboten. Dazu gehören unter anderem technisches und kaufmännisches Betriebsmanagement, technische Inspektionen und Prüfungen, Baumanagement, Umspannwerksdienstleistungen, Windplanungen, Stromvermarktungsmanagement und ähnliche Dienstleistungen.
Als weiteres Standbein der neuen Unternehmensstrategie ist die Stromerzeugung aus Eigenbetrieb, die bis Ende 2023 auf bis zu 500 Megawatt ausgebaut werden soll. Auch die geografische Ausweitung wird kontinuierlich vorangetrieben. So wurden in den letzten Jahren neue Standorte, u. a. in Deutschland, Panama, Kanada, Vietnam, Schweden und Polen eröffnet. Weitere Standorte befinden sich in Planung.

## Geschichte

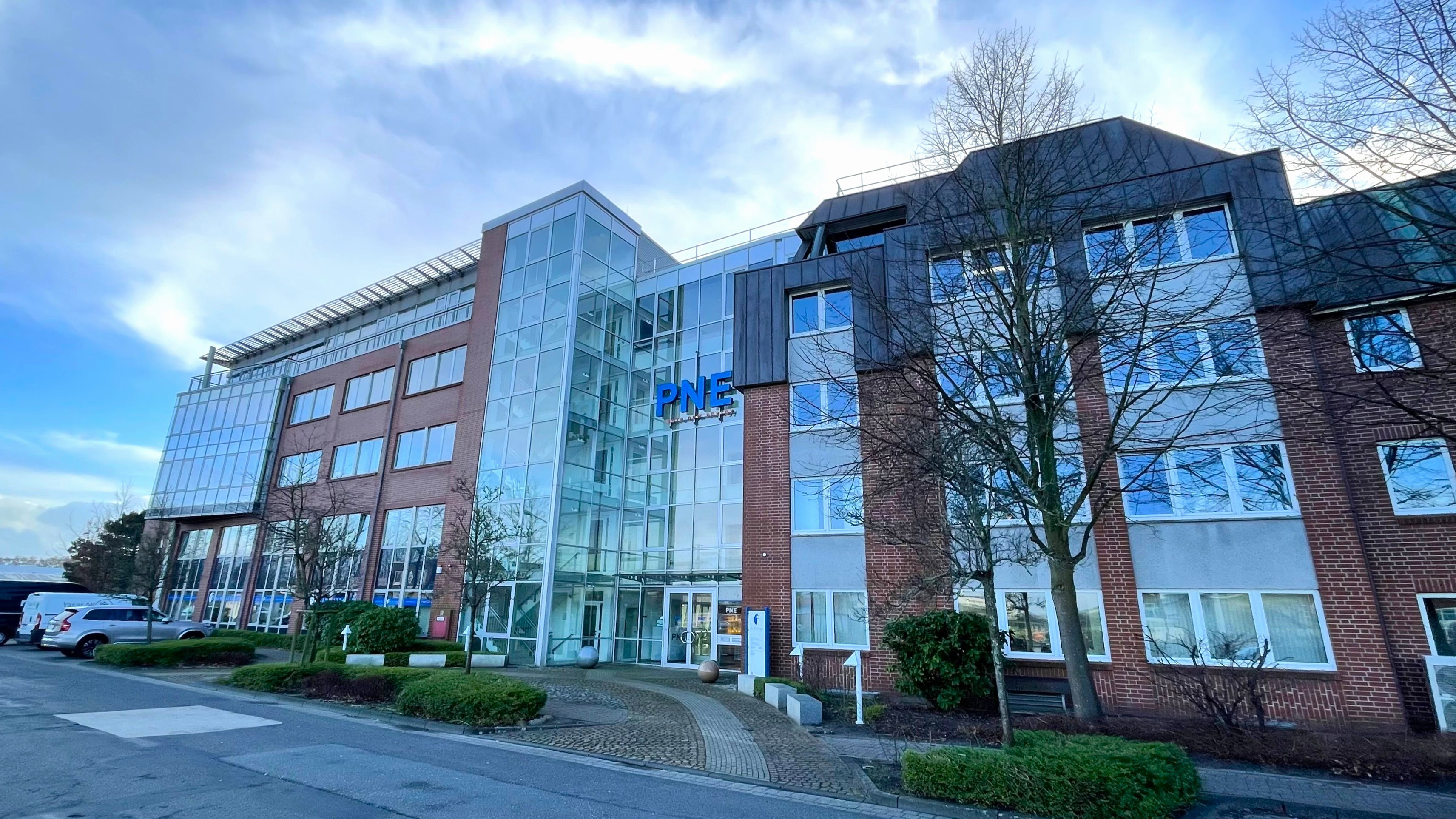
Unternehmenszentrale in Cuxhaven

1979 gründete Norbert Plambeck mit seinem Vater Otto Plambeck eine Firmengruppe. Zu dieser Gruppe gehörte seit 1995 auch die „Windpark Marschland GmbH“, die 1997 ihren ersten Windpark in Nordleda fertigstellte und 1998 unter dem Namen Plambeck Neue Energien an die Börse ging. Die Plambeck Neue Energien AG war zunächst eine hundertprozentige Tochtergesellschaft der Plambeck Holding AG. Zum Vorstand gehörte von 1998 bis 2008 Wolfgang von Geldern, der zusammen mit Norbert Plambeck auch den Börsengang begleitet hatte. Im Jahr 2000 wurde die Marke von 100 Megawatt installierter Nennleistung überschritten und 2004 die Baugenehmigung für das erste Offshore-Windpark-Projekt (OWP) „Borkum Riffgrund I“ erteilt. 2006 erfolgte dann die Baugenehmigung für den Offshore-Windpark „Gode Wind I“, und die gesamte installierte Nennleistung belief sich auf über 500 Megawatt. 2007 erweiterte das Unternehmen seine Aktivitäten auf den internationalen Raum und gründete Joint Ventures in südosteuropäischen Ländern. Im Jahr 2008 verkaufte die Firma ihre Beteiligung an der SSP Technology A/S, einem dänischen Hersteller von Rotorblättern, und konzentriert sich seitdem ausschließlich auf die Windpark-Projektierung. Auch der Ausbau der Internationalisierung schritt durch Gründung von Dependancen in UK, Rumänien und den USA voran.
Die Umbenennung in PNE WIND erfolgte im März 2009 und die Familie Plambeck sowie die Plambeck Holding schieden vollständig aus. Im selben Jahr erhielt das Unternehmen die Baugenehmigung für den Offshore-Windpark „Gode Wind II“. Bis Dezember 2010 wurden 299 Windenergieanlagen mit einer Gesamtleistung von 462 Megawatt und zwei Biogas-Anlagen mit zusammen 1 Megawatt in die Betriebsführung übernommen.
2011 wählte die Schottische Forstverwaltung (FCS) das Unternehmen als Partner zur Entwicklung von Windparks in Zentral-Schottland aus und es kam zum Verkauf des Offshore-Windparks „Nautilus II“. Im August des Folgejahrs verkaufte das Unternehmen die Offshore-Windpark-Projekte „Gode Wind“ I – III an das dänische Unternehmen Dong Energy zu einem Kaufpreis von 157 Mio. Euro. Im April 2013 gab das Unternehmen bekannt, dass es sich mit rund 54 % an dem Husumer Wettbewerber WKN AG (jetzt WKN GmbH) beteiligt hat. Diese Beteiligung wurde wenig später auf über 82 % erweitert und beträgt inzwischen 100 %. Unter dem Dach der Unternehmensgruppe werden seitdem beide Unternehmen als eigenständige Marken geführt. Allerdings führte die Übernahme zu Machtkämpfen innerhalb von Vorstand und Aufsichtsrat. Der langjährige Vorstandschef Martin Billhardt verließ das Unternehmen.
Im Jahr 2014 erreichte die Unternehmensgruppe die Marke von 2.000 Megawatt installierter Nennleistung Windenergie. 2014 hat PNE außerdem begonnen, Windparks in eine YieldCo zu übertragen.
Die Gesellschaft verkaufte im Jahr 2015 ihre Projektpipeline in Großbritannien und schließt damit die größte Transaktion seit dem Verkauf der „Gode Wind“-Offshoreprojekte ab. Seit 2014 bündelte PNE fertiggestellte Windparks zu einem Portfolio. Im Dezember 2016 wurde dieses Windpark-Portfolio mit 142 Megawatt an eine Tochtergesellschaft von Allianz Global Investors veräußert. Im Jahr 2017 wurde mit dem Aufbau eines europäischen Windpark-Portfolios begonnen. „Gode Wind 3“ erhielt den Zuschlag in der ersten deutschen Ausschreibung für Windparks auf See. Im Jahr 2018 kam es im Rahmen der strategischen Neuausrichtung zur erneuten Umfirmierung des Unternehmens in die PNE AG. Mit der Unternehmensstrategie Scale Up will sich PNE laut dem Finanzbericht von 2018 zu einem Anbieter von Lösungen für saubere Energie entwickeln. Trotz der Effekte durch COVID-19 gab es operative Fortschritte im Geschäftsjahr 2020. U.a. wurde die PV-Pipeline innerhalb eines Jahres stark ausgeweitet. Im Geschäftsjahr 2021 wurden Windpark- und Photovoltaikprojekte mit >1 GW MW/MWp fertiggestellt, verkauft oder mit deren Bau begonnen – ein in der Unternehmensgeschichte bisher einmaliger Wert.

## Börse
Seit 1998 ist die PNE an der Frankfurter Wertpapierbörse notiert. Die Aktie wird im Börsensegment Prime Standard gehandelt. Zum Ende des Jahres 2001 stieg der Kurs im XETRA auf umgerechnet 40 Euro, fiel aber in den Folgejahren auf weniger als ein Zehntel.
Der tiefste Kurs lag im Jahr 2012 bei 1,32 Euro. Nachdem die Offshore-Projekte „Gode Wind“ I bis III an den dänischen Energiekonzern Dong Energy verkauft wurden, verdoppelte sich innerhalb von vier Monaten der Kurswert.
Die Aktie von PNE ist im niedersächsischen Aktienindex Nisax20 und seit Juli 2013 im RENIXX World notiert. Im Januar 2020 erhöhte Morgan Stanley Infrastructure Partners (MSIP) im Zuge eines freiwilligen öffentlichen Übernahmeangebots seinen Aktienanteil von knapp 27 auf rund 40 Prozent und wurde damit größter Aktionär. Im Mai 2022 hatte sich die Marktkapitalisierung des Unternehmens auf über eine Milliarde Euro gesteigert. Am 20. Juni 2022 wurde die PNE AG in den SDAX aufgenommen. Damit gehört PNE zu den 70 größten Unternehmen im Bezug auf die Marktkapitalisierung der Aktien im Streubesitz unterhalb von DAX und MDAX. Am 25. Juli 2023 wurde die Aktie der PNE AG in den TecDax aufgenommen.